# Mechanizm zębatkowo-zapadkowy

Mechanizm zębatkowo (b) - zapadkowy (a)

Mechanizm zębatkowo-zapadkowy – urządzenie ograniczające ruch w jednym kierunku. Ma ono wiele zastosowań, jak na przykład w kołowrotach, wszelkich nawijarkach, wyciągarkach czy podnośnikach.

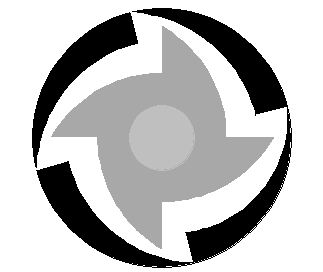
Teoretyczny model mechanizmu zapadkowego

Mechanizm ten zbudowany jest z koła zębatego lub zębatki z niesymetrycznymi zębami. Wiele maszyn posiada dodatkowo blokadę – zapadkę, uniemożliwiającą ruch w wybranym kierunku. Obrót koła zębatego w jednym kierunku powoduje uniesienie zapadki a następnie spadek na kolejny ząb. Kształt zęba uniemożliwia ruch w kierunku przeciwnym (patrz prawy rysunek).
Alternatywnie koło zębate może być umieszczone w specjalnie uformowanym odlewie, tak by mogło nim obracać (patrz lewy rysunek). Jeżeli koło zębate obracane jest w kierunku przeciwnym do ruchu wskazówek nastąpi zwarcie zębów i odlewu. Jeżeli obie części mechanizmu zrobione są z twardej gumy, to obrót w kierunku ruchu wskazówek zegara będzie wymagał przyłożenia dużo mniejszej siły (zęby mogą się uginać) niż w kierunku przeciwnym.